# Sistema d'interpolació

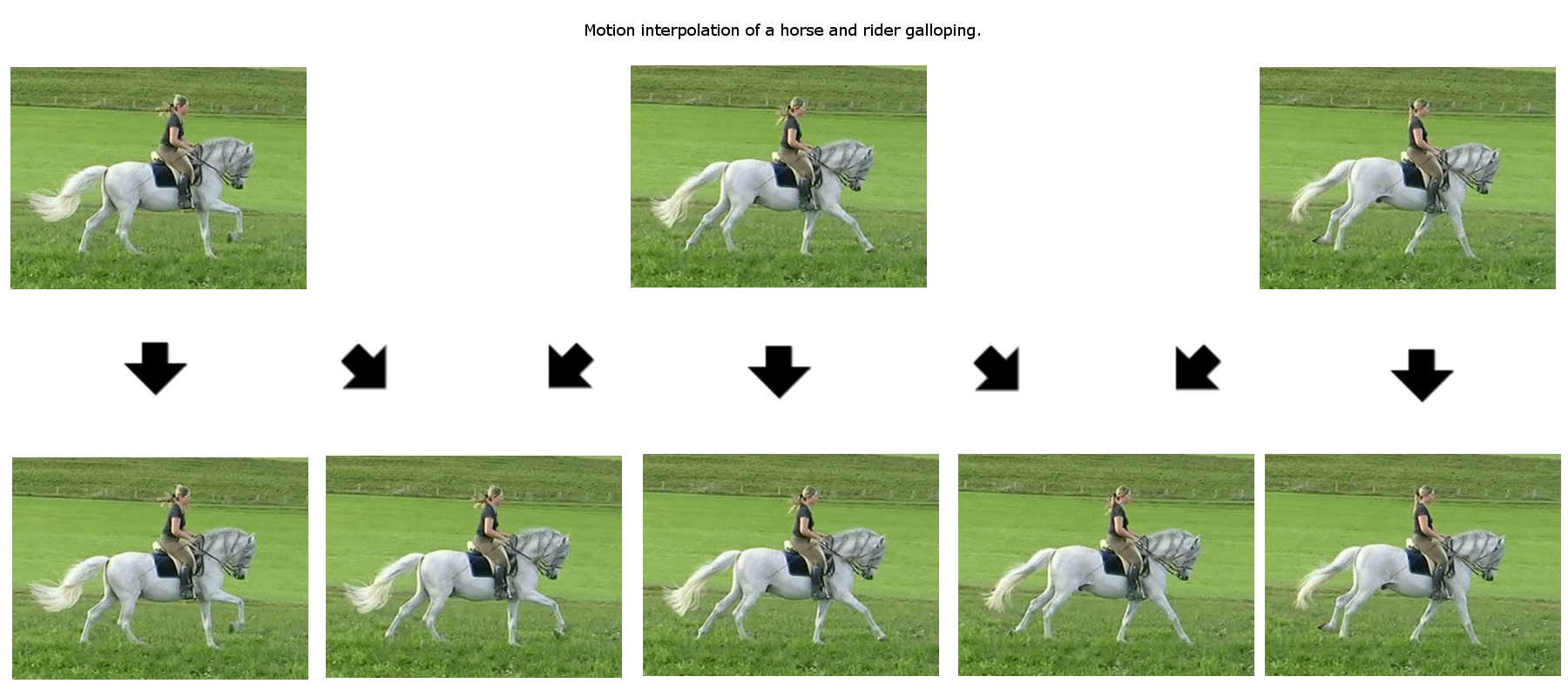
Exemple de sistema d'interpolació.

El sistema d'interpolació (en anglès Motion interpolation) és un mecanisme que consisteix en generar nous fotogrames utilitzant els ja existents en un arxiu audiovisual mitjançant sistemes d'interpolació. Utilitzant algoritmes, els sistemes d'interpolació barregen dos fotogrames de l'arxiu original, i a partir d'ells en creen un de nou, augmentant així la taxa de fotogrames per segon (passa a ser de 24 a 48 fotogrames). Aquests sistemes són sobretot utilitzats pels televisors LCD més recents, que necessiten una taxa major dels 24 fotogrames habituals per guanyar fluïdesa.

## Polèmiques
Hi ha hagut diverses queixes i polèmiques al voltant dels sistemes d'interpolació, les quals fan referència principalment a dues qüestions. En primer lloc, la taxa de fotogrames per segon més alta de l'habitual provoca en molts espectadors una sensació estranya, ja que està acostumat a veure les pel·lícules en 24 fotogrames per segon. És el que popularment es coneix com a efecte telenovel·la. En segon lloc, apareix una qüestió ètica, sobre la legitimitat d'alterar una obra originalment concebuda d'una determinada manera. Aquestes dues queixes són les que va utilitzar la cineasta i directora de fotografia Reed Morano quan va iniciar una campanya per internet perquè les televisions deixessin d'utilitzar sistemes d'interpolació per defecte. Segons Morano, aquest mecanisme devalua el seu treball, i el fa semblar "més bàsic i més pla", i afegeix que "altera el look cinematogràfic de l'obra original.